# Carme Bonaplata i Cuní
Carme Bonaplata i Cuní (Barcelona, 25 de gener de 1869 - Barcelona, 14 de febrer de 1911) fou una soprano catalana.
Fou filla de l'actor Teodor Bonaplata i Sistachs i de la seva esposa, Concepció Cuní i Amorós. Debutà a Milà amb l'Aida de Verdi, i després actuà amb èxit a diversos països d'Europa (Bolonya, Parma, Montecarlo, Nàpols, Torí) i d'Amèrica. El 1893 va cantar al Teatro Real de Madrid La Gioconda, de Ponchielli, dirigida pel mestre Joan Goula. A finals de 1897 va començar una gira per Rússia. El 1902 va actuar per primera vegada al Gran Teatre del Liceu, en una de les òperes més conegudes de Puccini, Tosca, on cantava el paper principal. Al Teatro Colón de Buenos Aires, un dels centres operístics més importants de l'Amèrica Llatina, va ser sempre acollida amb grans ovacions per part del públic.
Segons les crítiques de l'època tenia una veu potent i la seva tècnica era ortodoxa i ben equilibrada. Era, a més, una gran actriu i interpretava els seus papers amb una gran teatralitat. El 1904 es retirà de l'escena i es dedicà a l'ensenyament del cant; es compten entre els seus alumnes la seva filla Carme Bau, i Hipòlit Lázaro.
Es va casar amb el músic Llorenç Bau i van tenir dos fills: Carme i Llorenç. La seva filla, Carme Bau i Bonaplata, fou també cantant.